# John Edwards (músico)
John "Rhino" Edwards (Chiswick, Londres; 9 de mayo de 1953) es un músico y compositor inglés conocido mayormente por ser el bajista de la banda de rock Status Quo, desde 1985 hasta el día de hoy. Anterior a ello, a principios de los setenta fundó las agrupaciones The Sunday Band y Rococo, y más tarde participó de algunos álbumes de artistas como Judie Tsuke y Climax Blues Band.

## Carrera
Desde muy pequeño sus padres le inculcaron que aprendiera a tocar el violín, a tal punto que a los once años de edad ganó una beca para estudiar en el Colegio de Música de Londres. Allí mismo, también comenzó a tocar la guitarra y sobre todo el bajo eléctrico. En 1973 fundó las bandas Rococo y The Sunday Band. En la primera no solo tocaba el bajo sino también era su vocalista, y se presentaban todos los viernes en el The White Bear del suburbio londinense, Hounslow. Mientras que en la segunda solo tocaba el bajo, y eran conocidos en los bares londinenses por versionar canciones de rock.
En 1977 participó en la grabación del sencillo «Magic Fly» de la banda francesa Space, que obtuvo un gran éxito en el Reino Unido. De allí fue contratado para el grupo de la artista Judie Tzuke, donde fue apodado como «Rhino» debido a su torpeza en ciertas cosas. Luego ingresó a Climax Blues Band donde compartió con Jeff Rich hasta 1985, cuando ambos se unieron a Status Quo en reemplazo de Alan Lancaster y Pete Kircher. Desde entonces ha participado en todos los álbumes de los británicos, desde In the Army Now hasta el día de hoy.
Adicional a su trabajo con Status Quo, ha publicado dos discos como solista; Rhino's Revenge en el año 2000 y Rhino's Revenge II en el 2015. Además y en los últimos años, ha salido de gira también con el grupo Woodedz.

## Discografía
| - 1980: Sportscar - 1981: I Am the Phoenix - 1982: Shoot the Moon - 1983: Ritmo - 1985: The Cat is Out - 1985: Don't Stand Me Now | - véase: Anexo:Discografía de Status Quo |